# Sten Booberg
Sten Gunnar Booberg, född 22 september 1956 i Burträsk, är en svensk gitarrist, låtskrivare och musikproducent.
Han är mest känd för sitt arbete med rockbandet Lolita Pop.

## Uppväxt
Sten växte upp i Arboga. Som barn spelade han olika blåsinstrument och sjöng i kyrkokör.
Pappa Lars Booberg (senare Lars Millhed) var musiker och konstnär, storebror Inge Booberg var gitarrist och mamma Kajsa skrev poesi.
1974 flyttade Sten till Örebro för att studera musik på Kävesta folkhögskola.
Han spelade trumpet, flygelhorn och valthorn i olika jazzgrupper men bytte till gitarr 1979 när hans vänner i rockbandet Lolita Pop behövde gitarrist.

## Karriär
I Lolita Pop var Sten gitarrist, låtskrivare och medproducent tills bandet lades i träda 1993.
Resten av 90-talet arbetade Sten som frilansande gitarrist med bl a Olle Ljungström, Ulf Lundell, Orup och Uno Svenningsson.
2016 återupptog Sten och Lolita Pop-gitarristen Benkt Söderberg sitt samarbete och producerade Jesper Lindells debut-EP Little Less Blue.
2019 återförenades Lolita Pop och har fortsatt sitt samarbete sen dess.
Sedan 2000 arbetar Sten även med TV-produktion.
Stens son Rasmus Booberg är också musiker, låtskrivare och producent, bl a med banden New Keepers of the Water Towers och Gösta Berlings saga.

## Diskografi, album i urval

### Med Lolita Pop
LP, Pipaluckbolaget 1982 (PLP 2)

Låtar:
1. Svart Och Skitigt
2. Guld Här
3. Ser Ett Berg
4. Brev Utan Papper
5. Minne Från Igår
6. Teater
7. Kärlekens Pedaler
8. Falska Bilder
9. Efter Regnet
10. Hjälp Mig Glömma

LP, Mistlur 1983 (MLR 28) 

Låtar:
1. Drömmer
2. Salta diamanter
3. Solen
4. En ton
5. Beklagar
6. Har en vän
7. Barrikaden
8. Seglar
9. Gråljuset
10. Tid att gå

LP, Mistlur 1983 (MLR 38)

Låtar:
1. Centrifug
2. Viskningar
3. Söker En Skatt
4. Minnet Av Ditt Skratt
5. Släng Katten I Väggen
6. Universums Under
7. Mot Ett Annat Mål
8. Spår Och Min Saknad
9. En Efter En

LP, Mistlur 1984 (MLR 40)

Låtar:
1. Traces I'm longing
2. Whispers
3. See a mountain
4. A memory of laughter
5. The treasure hunt
6. Throw the cat in the wall
7. Briny diamonds
8. Sunshine again
9. Angels are
10. A universal wonder

LP, Mistlur 1985 (MLR 44)

Låtar:
1. Långa Tåg
2. Klockan Tickar
3. Fåglar Av Is
4. Satelliter Och Raketer
5. Skepp Kommer Lastat
6. Regn Av Dagar
7. Två X Två
8. Stilla Natt
9. Kuggar
10. Dynastier

- LP, Mistlur 1987 (MLR 56)
- CD, Mistlur 1987 (MLRCD 56)
- CD, Virgin 1987 (CDV 2472)
- MC, Virgin 1987 (4-90620)
- MC, Virgin 1987 (7-90620-4)
- LP, Virgin 1987 (1-90620)
- CD, Virgin 1987 (2-90620)
- LP, Virgin 1987 (VJL-28038)

Låtar:
1. Ship Comes Loaded
2. Mess Of Machinery
3. Bang Your Head
4. Trains Of Longing
5. Birds Of Ice
6. Mind Your Eye
7. Keep On
8. Two X Two
9. Clock Is Ticking
10. Rain Of Days

- LP, Mistlur 1989 (MLR 66)
- CD, Mistlur 1989 (MLRCD 66)

Låtar:
1. Tarzan On A Big Red Scooter
2. Realize
3. Hey Winner
4. A Song From Under The Floorboards
5. Calling In The Rain
6. Catcher In The Rye
7. Invisible Man
8. Trapped Again
9. Good Days
10. Love Poison
11. Just A Goodbye

- LP, Mistlur 1990 (MLR 77)
- CD, Mistlur 1990 (MLRCD 77)

Låtar:
1. Live Forever
2. Wingbeats Of The Night
3. Here She Comes
4. She's Gone
5. Please Don't Cry
6. Precious You
7. Say No More
8. Pay The Piper
9. Sheltering Sky
10. Come To Me
11. Princess (Endast CD)

CD, MNW 1993 (MNWCD 248)

Låtar:
1. Svart Och Skitigt
2. Salta Diamanter
3. Solen
4. Viskningar
5. Släng Katten I Väggen
6. Långa Tåg
7. Fåglar Av Is
8. Regn Av Dagar
9. See A Mountain
10. Mind Your Eye
11. Bang Your Head
12. Tarzan On A Big Red Scooter
13. Hey Winner
14. Calling In The Rain
15. Precious You
16. Pay The Piper
17. Here She Comes

2CD MNW 2008 (MNWCD 20-45)

Låtar:
1. Mind your eye
2. Hey winner
3. Tarzan on a big red scooter
4. Bang your head
5. Calling in the rain
6. Ship comes loaded
7. Mess of machinery
8. Trains of longing
9. Birds of ice
10. Rain of days
11. Live forever
12. Here she comes
13. Pay the piper
14. See a mountain
15. A song from under the floorboards
16. Love poison
17. Just a goodbye
18. Look for the white horses
19. Långa tåg
20. Klockan tickar
21. Fåglar av is
22. Salta diamanter
23. Spår och min saknad
24. Släng katten i väggen
25. Skepp kommer lastat
26. Regn av dagar
27. Två x två
28. Drömmar
29. Solen
30. Viskningar
31. Söker en skatt
32. Universums under
33. 2000 år
34. Svart och skitigt
35. Guld här?

### Med Orup
- Orup 5 - Jag vände mig om men det var ingen där (1993)

### Med Ulf Lundell
- Maria kom tillbaka (1993)
- Bosnia (1996)
- På andra sidan drömmarna (1996)

### Med Cajsa Stina Åkerström
- Fråga stjärnorna (1994)

### Med Keith Collin
- The Future Has Begun (1994)[3]

### Med Uno Svenningsson
- Uno (1994)
- ..due! (1996)

### Med Jesper Lindell
- Little Less Blue (2016)